# InfoWars
InfoWars este un site american care publică articole despre teorii conspirative înființat de Alex Jones în 1999 și care operează sub Free Speech Systems LLC.Talk-show-urile și alte materiale media sunt înregistrare într-o clădire secretă aflată într-o zona industrială din apropiere de Austin, Texas. Site-ul InfoWars înregistrează lunar 10 milioane de vizitatori, depășind astfel publicații cunoscute precum The Economist sau Newsweek.
Site-ul a publicat de nenumărate ori știri false din cauza cărora anumite persoane au ajuns să fie hărțuite. În februarie 2019, Jones, publicistul, directorul și proprietarul InfoWars, a fost acuzat că își discriminează și hărțuiește sexual angajații. Concomitent, articolele publicate de InfoWars susțin diverse teorii conspirative precum cele referitoare la operațiuni domestice ale guvernului SUA (i.e. 11 septembrie sau atacurile de la Sandy Hook). După intentarea a numeroase procese, diverse articole publicate de aceștia au fost retrase de pe site. Conturile lui Jones au fost fie suspendate, fie interzise pe diverse platforme online precum Facebook, Twitter, YouTube, iTunes și Roku⁠(d).
Veniturile InfoWars provin din comercializarea produselor prezentate de Jones în timpul show-urilor.